# 1699
1699 (MDCXCIX) je bilo navadno leto, ki se je po gregorijanskem koledarju začelo na četrtek, po 10 dni počasnejšem julijanskem koledarju pa na nedeljo.

## Dogodki
- 26. januar - Avstrija in Turčija podpišeta Karlovški mir
- Francozi kolonizirajo Louisiano.

## Rojstva
- 2. januar - Osman III., sultan Osmanskega cesarstva (†  1757)
- 13. maj - Marquês de Pombal, portugalski predsednik vlade († 1782)
- 19. april - Valentin Metzinger, slovenski slikar (†1759)

## Smrti
- Jean Racin, francoski filozof (* 1639)